# عبد العلي الودغيري
عبد العلي الودغيري أكاديمي وكاتب ولغوي مغربي ولد في 20 يناير 1944 بنواحي مدينة فاس بالمغرب.

## سيرته
درس بمدن فاس، والرباط وباريس، وحصل على الإجازة في الأدب العربي سنة 1970، ودكتوراه السلك الثالث سنة 1976، ودكتوراه الدولة في اللغة العربية وآدابها سنة 1986. وتابع دراساته العليا في جامعتي السُّوربون بباريس وجامعة محمد بن عبد الله بفاس، وجامعة محمد الخامس بالرباط.
عمل أستاذا بالتعليم الثانوي والجامعي في كليتي الآداب بفاس والرباط. كما عمل مستشاراً بوزارة الشؤون الثقافية المغربية، وكاتباً عاماً للجنة الوطنية للثقافة.
عضو سابق في المكتب التنفيذي لاتحاد كتاب المغرب، وعضو مؤسس لاتحاد اللسانيين المغاربة.
أصدر مجلة الموقف وعمل مديراً لها منذ 1987.
تولى منصب رئيس الجامعة الإسلامية العالمية بالنيجر (تابعة لمنظمة المؤتمر الإسلامي) من 1994 إلى 2005، ومدير مؤسسة علال الفاسي بالرباط من 2006 إلى 2008 

## مؤلفاته
نشر قصائده الشعرية وأبحاثه الأدبية واللغوية في العديد من الصحف والمجلات المغربية والعربية.
- دواوين شعرية:
- الموت في قرية رمادية (1980)
- لحظة أخرى (1995)

- أبحاث أدبية ولغوية:
- أبو علي القالي وأثره في الدراسات اللغوية والأدبية (1976)
- قراءات في أدب الصباغ (1977)
- المعجم العربي بالأندلس (1984)
- قضايا المعجم العربي في كتابات ابن الطيب (1989)
- التعريف بابن الطيب (1990)
- الفرنكوفونية والسياسة اللغوية والتعليمية الفرنسية بالمغرب (1993)
- اللغة والدين والهوية (2000)
- الدعوة إلى الدارجة بالمغرب - الجذور والامتدادات، الأهداف والمسوغات (2011)
- اللغة العربية والثقافة الإسلامية بالغرب الإفريقي وملامح من التأثير المغربي (2011)
- اللغةُ العربية في مراحل الضَّعفِ والتبَّعيّة (2013)
- لغة الأمة ولغة الأم (2013)
- نحو معجم تاريخي للغة العربية، إلى جانب مجموعة من المؤلفين (2014)
- العربيات المغتربات: قاموس تأثيلي وتاريخي للألفاظ الفرنسية ذات الأصل العربي أو المعرب (2018)

## جوائز
- جائزة المغرب للآداب 1977.
- جائزة المغرب الكبرى للآداب 1989.
- جائزة المغرب للكتاب لعام 2014، قسم الدراسات الأدبية واللغوية عن كتاب "اللغة العربية في مراحل الضعف والتبعية".[4]
- جائزة الألكسو-الشارقة للدراسات اللغوية والمعجمية لعام 2018. محور الدراسات في المعجم التاريخي للغة العربية.[5]

## روابط خارجية
- صفحة عبد العلي الودغيري على موقع goodreads.com
- عبد العلي الودغيري على فايسبوك
- عبد العلي الودغيري على تويتر